# La sfinge (film 1933)
La sfinge (The Sphinx) è un film del 1933 diretto da Philip Rosen (o Phil Rosen) e, non accreditato, Wilfred Lucas.

## Produzione
Il film fu prodotto da Albert S. Rogell per la Monogram Pictures.

## Distribuzione
Distribuito dalla Monogram Pictures, il film uscì nelle sale cinematografiche USA il 1º giugno 1933.